# Go Square Go!
Go Square Go! – singel Glasvegas z ich debiutanckiego albumu.  Został wydany 30 października 2006 roku w formie download.

## Lista utworów
7" (WaKS003S); download
1. „Go Square Go!” – 3:02
2. „Legs 'n' Show” – 2:54

Promo CD-R (wydany w październiku 2008)
1. „Go Square Go” (Badlands Remix by Does It Offend You, Yeah?) – 4:13

## Twórcy
- James Allan – gitara elektryczna, wokal, producent
- Rab Allan – gitara elektryczna
- Paul Donoghue – gitara basowa
- Caroline McKay – perkusja
- Kevin Burleigh – producent
- Jimmy Neilson – inżynier dźwięku